# Mikroregion Curvelo

Mikroregion Curvelo

Mikroregion Curvelo – mikroregion w brazylijskim stanie Minas Gerais należący do mezoregionu Central Mineira.

## Gminy
- Augusto de Lima
- Buenópolis
- Corinto
- Curvelo
- Felixlândia
- Inimutaba
- Joaquim Felício
- Monjolos
- Morro da Garça
- Presidente Juscelino
- Santo Hipólito